# Окремі Будинки Санаторію Черногубово
Окремі Будинки Санаторію Черногубово (рос. Отдельные Дома Санатория Черногубово) — населений пункт в Калінінському районі Тверської області Російської Федерації.
Населення становить 331 особу. Входить до складу муніципального утворення Черногубовське сільське поселення.

## Історія
Від 2005 року входить до складу муніципального утворення Черногубовське сільське поселення.

## Населення
| 2010 |
| ---- |
| 331  |